# گری بکر
گری بکر (به انگلیسی: Gary Becker)، زادهٔ ۲ دسامبر ۱۹۳۰ – درگذشته ۳ مهٔ ۲۰۱۴) اقتصاددان آمریکایی بود. بکر را برای پی‌گرفتن راهبردهای جدید اقتصادی و تعمیم نظریه‌های اقتصادی بر مشکلات اجتماعی که معمولاً در اقتصاد مطالعه نمی‌شود می‌شناسند که موجب گشایش شاخه‌های جدید از اقتصاد مانند اقتصاد جرم و مجازات، اقتصاد اعتیاد، اقتصاد خانواده، نظریه سرمایه انسانی و اقتصاد تبعیض شده‌است.
بکر از تأثیرگذارترین و خلاق‌ترین اقتصاددانان اواخر قرن بیستم و اوایل قرن بیست و یکم به‌شمار می‌آید.

## زندگی
پدر مادر بکر تحصیلاتی بالاتر از کلاس نهم نداشتند. پدر بکر صاحب یک کسب و کار کوچک بود. بکر در سال ۱۹۳۰ میلادی در پوتسویل، شهری کوچک دارای معادن زغال‌سنگ در پنسیلوانیای شرقی، به دنیا آمد. او پس از پایان دوران دبیرستان به دانشگاه پرینستون رفت و کارشناسی خود را در اقتصاد دریافت کرد. اما به گفتهٔ خودش از آنجا که تحصیلات او «با مشکلات مهم اقتصادی سر و کار نداشت» از آن ناخشنود بود. با این وجود تحصیلاتش در زمینهٔ اقتصاد را در دانشگاه شیکاگو ادامه داد و در آنجا تحت تأثیر ایده‌های میلتون فریدمن در زمینهٔ رابطهٔ اقتصاد و کاربرد آن در حل مشکلات واقعی جامعه قرار گرفت. او کارشناسی ارشد خود را در ۱۹۵۳ میلادی و دکتری خود را در ۱۹۵۵ از دانشگاه شیکاگو دریافت کرد. رسالهٔ دکترای او «اقتصاد تبعیض» به سرپرستی فریدمن، به عنوان مشارکتی بزرگ در علم اقتصاد از طرف کارگروه اقتصاد جایزهٔ نوبل مورد توجه قرار گرفته‌است.
بکر در بین سال‌های ۱۹۵۴ تا ۱۹۵۷ در دانشگاه شیکاگو مشغول به تدریس بود و سپس به دانشگاه کلمبیا رفت؛ ولی در پی شورش‌های دانشجویی ۱۹۶۸، دوباره در سال ۱۹۷۰ به دانشگاه شیکاگو بازگشت. در ۱۹۸۳ منصبی مشترک در بخش جامعه‌شناسی این دانشگاه را پذیرفت. وی از سال ۱۹۸۵ نویسندهٔ ثابت ستون اقتصادی بیزنس ویک بود.
بکر در سال ۱۹۹۲ میلادی جایزهٔ نوبل اقتصاد را دریافت کرد.
بکر اولین بار در ۱۹۵۴ ازدواج کرد که حاصل آن دو دختر به نام‌های کاترین و جودی بود. همسر اول در سال ۱۹۷۰ درگذشت. او در ۱۹۸۰ با گیتی نشاط استاد علوم اسلامی و تاریخ خاورمیانه دانشگاه ایلینو در شیکاگو ازدواج کرد. حاصل این ازدواج دو پسر به نام‌های مایکل و سیروس است.

## نظریه‌های بکر در مورد خانواده و زندگی مشترک
بکر در نظریه‌هایش به زندگی مشترک مشابه با نظریه‌های سنتی اقتصادی در مورد بنگاه‌های اقتصادی نگاه می‌کند. مطابق نظریهٔ او افراد به دنبال همسری هستند که بیشترین فایده را برای آن‌ها داشته باشد. هرچه این جستجو طولانی‌تر باشد، نتایج بهتری به دست می‌آورد؛ بنابراین نظریهٔ او پیش‌بینی می‌کند کسانی که دیرتر ازدواج می‌کنند احتمال طلاق در آن‌ها کمتر خواهد بود؛ نتیجه‌ای که با توجه به داده‌های طلاق در خانواده‌ها پشتیبانی قابل توجهی کسب می‌کند. همچنین در نظریه‌های او همان‌طور که بنگاه‌های اقتصادی برای بیشینه‌کردن سودشان به تخصص روی می‌آورند، در خانواده نیز مردان معمولاً در تولید بازار و زنان در تولید خانگی تخصص پیدا می‌کنند که منجر می‌شود زنان دستمزد کمتری دریافت دارند و به عقیدهٔ بکر این نتیجهٔ تبعیض نیست، بلکه نتیجهٔ یک تصمیم درون‌خانوادگی در مورد کارهای مختلف انجام‌شده توسط اعضای مختلف خانواده است.
تصمیم‌گیری خانواده در مورد داشتن بچه را نیز می‌توان با منطق اقتصادی تحلیل کرد. بکر، بر خلاف توماس مالتوس که معتقد بود افراد نمی‌توانند تمایلات تولید مثل خود را کنترل کنند، به مسئلهٔ بچه‌داری به مانند تصمیمات مشتریان در مورد خرید کالاهایی چون سفر و خودرو نگاه می‌کند. بکر می‌گوید تا زمانی که خانواده‌ها به این نتیجه نرسند که لذت ناشی از بچه‌دار شدن و ادامهٔ نسل و داشتن کسی که در زمان پیری از آن‌ها مراقبت کند، می‌تواند جبران هزینه‌های بچه‌داری، همچون تحصیلات، خوراک، پوشاک و زمان صرف‌شده را کند، اقدام به بچه‌دار شدن نخواهند کرد.

## نظریات بکر در مورد تبعیض
بکر تشخیص داد که افراد (کارفرمایان ، مشتریان و کارکنان) گاهی اوقات نمی خواهند با اقلیت ها کار کنند زیرا آنها نسبت به گروه های محروم تعصب دارند. وی معتقد بود که تبعیض هزینه یک شرکت را افزایش می دهد زیرا هنگام تبعیض علیه برخی از کارگران، کارفرما باید مبلغ بیشتری را به سایر کارگران پرداخت کند تا کار بدون تعصب ادامه یابد. اگر کارفرما اقلیت را به کار گیرد، می توان دستمزدهای پایینی ارائه داد، اما افراد بیشتری را می توان استخدام کرد و بهره وری را افزایش داد. نظریات بکر در مورد تبعیض مورد نقدها و انتقادات زیادی قرار گرفته‌اند.

## گزیده‌ای از تألیفات
- Gary S. Becker (1957, 1971, 2nd ed.). The Economics of Discrimination. Chicago, University of Chicago Press. ISBN 0-226-04115-8. {{cite book}}: Check date values in: |year= (help) (Description. Scroll down to chapter-preview links.)
- Gary S. Becker (1960) "An Economic Analysis of Fertility," In Demographic and Economic Change in Developed Countries, a Conference of the Universities—National Bureau Committee for Economic Research. Princeton, N.J. : Princeton University Press.
- Gary S. Becker (1964, 1993, 3rd ed.). Human Capital: A Theoretical and Empirical Analysis, with Special Reference to Education. Chicago, University of Chicago Press. ISBN 978-0-226-04120-9. {{cite book}}: Check date values in: |year= (help) (UCP descr)
- Gary S. Becker (1965) “A Theory of the Allocation of Time,” Economic Journal 75 (299), p pp. 493–517.
- Gary Becker (1968). "Crime and Punishment: An Economic Approach". The Journal of Political Economy. 76: pp. 169–217.
- Gary Becker and H. Gregg Lewis (1973). "On the Interaction between the Quantity and Quality of Children". The Journal of Political Economy. 81: pp. S279–S288.
- Gary S. Becker (1974). "A Theory of Social Interactions," Journal of Political Economy, 82(6), pp. 1063–1093.
- Gary S. Becker and Gilbert Ghez (1975). The Allocation of Time and Goods Over the Life Cycle. New York, Columbia University Press. ISBN 0-87014-514-2.
- Gary S. Becker (1976). The Economic Approach to Human Behavior. Links to chapter previews. University of Chicago Press.
- Gary S. Becker, Elizabeth Landes, and Robert Michael (1977), "An Economic Analysis of Marital Instability." Journal of Political Economy 85: 1141–88.
- Gary Becker and George J. Stigler (1977). "De Gustibus Non Est Disputandum". The American Economic Review. 67 (2): M1 pp. 76–90 (different pagination).
- Gary Becker (1983). "A Theory of Competition among Pressure Groups for Political Influence". The Quarterly Journal of Economics. 98: pp. 371–400. {{cite journal}}: |pages= has extra text (help)
- Gary Becker and Kevin M. Murphy (1988). "A Theory of Rational Addiction". The Journal of Political Economy. 96(4): pp.675–700.
- Gary S. Becker (1981,1991). A Treatise on the Family, انتشارات دانشگاه هاروارد، شابک ‎۰−۶۷۴−۹۰۶۹۸−۵
- Gary S. Becker (1992). "The Economic Way of Looking at Life" (Nobel Prize Lecture).
- Gary S. Becker, (1996), Accounting for Tastes, انتشارات دانشگاه هاروارد، شابک ‎۰−۶۷۴−۵۴۳۵۶−۴. Description & Chapter-preview links.
- Gary S. Becker and Guity Nashat Becker (1997). The Economics of Life. McGraw-Hill. Popular essays in 9 parts by subject. Preview.
- Gary S. Becker and Kevin M. Murphy, (2001), Social Economics: Market Behavior in a Social Environment, Harvard University Press.